# Sant'Ilario dello Ionio
Sant'Ilario dello Ionio és un comune (municipi) de la Ciutat metropolitana de Reggio de Calàbria, a la regió italiana de Calàbria, situat a uns 105 km al sud-oest de Catanzaro i a uns 55 km a l'est de Reggio de Calàbria. A 1 de gener de 2019 la seva població era de 1.405 habitants.
Sant'Ilario dello Ionio limita amb els municipis següents: Antonimina, Ardore, Ciminà, Locri i Portigliola.